# Wróżkowie chrzestni – jeszcze dziwniejsi
Wróżkowie chrzestni – jeszcze dziwniejsi (ang. The Fairly OddParents: Fairly Odder, od 2022) – amerykański serial telewizyjny komediowy (sitcom) wyprodukowany przez wytwórnię Billionfold Inc., Nickelodeon Productions oraz CBS Studios. Kontynuacja oryginalnego serialu Nickelodeon – Wróżkowie chrzestni. Serial stanowi połączenie animacji z grą prawdziwych aktorów.
Premiera serialu odbyła się w Stanach Zjednoczonych 31 marca 2022 w serwisie Paramount+. W Polsce serial zadebiutował 5 września 2022 na antenie MTV Polska, Polsat Comedy Central Extra, Comedy Central Polska oraz TeenNick Polska.

## Fabuła
Serial opisuje historię Vivian "Viv" Turner, która przeprowadza się wraz ze swoim tatą do Mrokowa. Kuzyn Viv – Timmy Turner podarowuje jej w prezencie powitalnym dwóch wróżków chrzestnych – Cosmo i Wandę, z którymi będzie dzieliła z nowym przyrodnim bratem Royem Raskinem.

## Obsada

### Aktorzy
- Audrey Grace Marshall jako Vivian "Viv" Turner[3]
- Tyler Wladis jako Roy Raskin[3]
- Ryan-James Hatanaka jako Ty Turner[3]
- Laura Bell Bundy jako Rachel Raskin[3]
- Imogen Cohen jako Zina Zacarias[3]

### Głosy
- Susanne Blakeslee – Wanda[4]
- Daran Norris –
  - Cosmo[4],
  - Jorgen Von Pyton[4]

### Gościnnie
- Garrett Clayton jako Dustan Lumberlake
- Mary Kate Wiles jako Vicky[5]
- Carlos Alazraqui jako Denzel Crocker[5]
- Caleb Pierce jako Timmy Turner

## Odcinki

### Seria 1 (2022)
| Nr | Tytuł                           | Tytuł polski                         | Reżyseria             | Scenariusz           | Premiera      | Premiera w Polsce | Kod |
| -- | ------------------------------- | ------------------------------------ | --------------------- | -------------------- | ------------- | ----------------- | --- |
| 1  | Cake, Dance, & Solid Gold Pants | Tort, tańce i spodnie z litego złota | Mike Caron            | Christopher J. Nowak | 31 marca 2022 | 5 września 2022   | 101 |
| 2  | The Forbidden Phrase            | Zakazana fraza                       | Evelyn Belasco        | Samantha Martin      | 31 marca 2022 | 7 września 2022   | 102 |
| 3  | King Roydas                     | ---                                  | Adam Weissman         | Christopher J. Nowak | 31 marca 2022 | nieemitowany      | 103 |
| 4  | Vicky’s Best Friend             | Przyjaciel dla Vicky                 | Adam Weissman         | Angela Yarbrough     | 31 marca 2022 | 8 września 2022   | 104 |
| 5  | Cheater Cheater Cookie Eater    | ---                                  | Adam Weissman         | Mariah Smith         | 31 marca 2022 | nieemitowany      | 105 |
| 6  | The Most Popular Person         | Tron                                 | Evelyn Belasco        | Sam Becker           | 31 marca 2022 | 6 września 2022   | 106 |
| 7  | The Show Off                    | ---                                  | Adam Weissman         | Jenna Martin         | 31 marca 2022 | nieemitowany      | 107 |
| 8  | Back to the Scooter             | ---                                  | Adam Weissman         | Samantha Martin      | 31 marca 2022 | nieemitowany      | 108 |
| 9  | Codzillard!                     | ---                                  | Evelyn Belasco        | Sam Becker           | 31 marca 2022 | nieemitowany      | 109 |
| 10 | Roynocchio                      | ---                                  | Leonard R. Garner Jr. | Angela Yarbrough     | 31 marca 2022 | nieemitowany      | 110 |
| 11 | Da Wish App                     | ---                                  | Elvira Ibragimova     | Nick Dossman         | 31 marca 2022 | nieemitowany      | 111 |
| 12 | Fairies Away! (Part 1)          | ---                                  | Leonard R. Garner Jr. | Samantha Martin      | 31 marca 2022 | nieemitowany      | 112 |
| 13 | Fairies Away! (Part 2)          | ---                                  | Mike Caron            | Sam Becker           | 31 marca 2022 | nieemitowany      | 113 |